# پاراندزم (هنرپیشه)
پاراندزم (ارمنی: Փառանձեմ؛  ۱۶ دسامبر ۱۸۶۴ – ۱۶ دسامبر ۱۹۱۵) یک بازیگر تئاتر اهل ارمنستان بود. وی بین سال‌های ۱۸۸۰ تا - میلادی فعالیت می‌کرد.

## زندگی‌نامه
وی با نام کامل پاراندزام (ساهاکیان) ساقاتلیان (ارمنی: Փառանձեմ (Սահակյան) Սաղաթելյան)  در ۲۸ دسامبر [سبک قدیمی: ۲۶ دسامبر] ۱۸۶۴ در تفلیس به دنیا آمد.  وی در ۲۹ دسامبر [سبک قدیمی: ۲۶ دسامبر] ۱۹۱۵ در سن ۵۱ سالگی در تفلیس درگذشت.